# Signature (internet et usenet)
Pour les articles homonymes, voir Signature (homonymie).
Dans le courrier électronique et les newsgroups, il est d’usage d’ajouter à la fin de ses messages un court texte personnalisé qui tient lieu de signature, sans présenter cependant de garantie sur l’identité de l’émetteur. Ce type de signature consiste en réalité en une suite de caractères, et est indépendante de la langue de l’utilisateur. Elle s’apparente donc plus à un identifiant.
Puisqu’une telle signature est ajoutée automatiquement à la fin des messages, il existe des règles imposées par la nétiquette en ce qui concerne sa taille et son format.
La plus commune de ces règles concerne la taille. Appelée limite de Mc Quary, elle veut que les signatures ne dépassent pas 4 lignes de 72 caractères chacune (en réalité 80, mais 72 est une recommandation permettant que des signatures citées ne deviennent pas trop longues).
Le format d’une telle signature est prescrit encore plus fermement : elle doit être sous la forme de simple texte en une police de largeur fixe. Pas d’images, pas de HTML ou autres Rich Text et doit être séparée du corps du message par une ligne ne contenant que deux tirets suivis d’une espace et d’un saut de ligne ("-- \n"). Cette ligne est appelée séparateur ou délimiteur.
Cette dernière prescription permet aux logiciels de reconnaître automatiquement les blocs signatures et de les marquer ou de les supprimer, au gré de l’utilisateur, lors des réponses, citations, ou transferts de messages.

La convention des deux tirets suivis d’une espace et d’un saut de ligne s’est par la suite répandue pour d’autres usages d’internet, comme notamment les forums web, les blogs ou les wikis et leurs espaces accueillant des commentaires : les intervenants « signent » alors leurs messages de leur nom ou pseudonyme et d’une date éventuelle, précédés par deux tirets. L’espace et le saut de ligne entre le délimiteur et le pseudonyme ne sont cependant pas toujours respectés, principalement pour des raisons de mise en page.

## Signature automatique
La plupart des logiciels de messagerie et de clients Usenet permettent à l’utilisateur de définir une fois pour toutes leur signature, et l’ajoutent automatiquement à la fin de chaque message émis. Ils savent généralement repérer le délimiteur et afficher en conséquence la signature d’un message d’une manière différente du corps du message. La signature contient normalement un nom, des coordonnées (adresse postale, adresse électronique, numéro de téléphone, etc.), suivis éventuellement de citations ou de graphismes en ASCII.

Dans ces logiciels, il est généralement possible d’utiliser un petit fichier texte ou HTML pour enregistrer une signature qui sera automatiquement greffée à la fin de tous les messages envoyés. En HTML, le fichier de signature permet d’insérer une ou des images ou d’autres contenus multimédias.

Le fichier de configuration du client de messagerie utilisé, le fichier Prefs.js par exemple dans le cas de Mozilla Thunderbird contient alors le chemin vers ce petit fichier de signature.

Il existe des extensions permettant de gérer des signatures multiples chez Thunderbird.

Certains logiciels permettent même de générer aléatoirement des signatures à partir de fichiers de citations ou d’art ASCII à vocation principalement humoristique.

## Signature (animée)
Des images au format GIF sont parfois utilisées dans les forums et les courriers électroniques en guise de signature. Généralement, celles-ci sont constituées d’une illustration à côté de laquelle se trouve un pseudonyme ou un prénom. Elles sont quelquefois animées et on parle alors de signature animée.